# Shallowater
Shallowater és una població dels Estats Units a l'estat de Texas. Segons el cens del 2000 tenia 2.086 habitants.

## Demografia
Segons el cens del 2000, Shallowater tenia 2.086 habitants, 745 habitatges, i 590 famílies. La densitat de població era de 875,4 habitants per km².
Dels 745 habitatges en un 42,6% hi vivien nens de menys de 18 anys, en un 65,1% hi vivien parelles casades, en un 11,4% dones solteres, i en un 20,8% no eren unitats familiars. En el 19,5% dels habitatges hi vivien persones soles el 10,1% de les quals corresponia a persones de 65 anys o més que vivien soles. El nombre mitjà de persones vivint en cada habitatge era de 2,8 i el nombre mitjà de persones que vivien en cada família era de 3,21.
Per edats la població es repartia de la següent manera: un 29,8% tenia menys de 18 anys, un 8,4% entre 18 i 24, un 27% entre 25 i 44, un 22,3% de 45 a 60 i un 12,4% 65 anys o més.
L'edat mediana era de 36 anys. Per cada 100 dones de 18 o més anys hi havia 85,7 homes.
La renda mediana per habitatge era de 38.750 $ i la renda mediana per família de 44.491 $. Els homes tenien una renda mediana de 32.383 $ mentre que les dones 21.964 $. La renda per capita de la població era de 16.752 $. Aproximadament el 8,6% de les famílies i el 9,4% de la població estaven per davall del llindar de pobresa.

## Poblacions més properes
El següent diagrama mostra les poblacions més properes.